# Kavec
Kavecje priimek v Sloveniji, ki ga je po podatkih Statističnega urada Republike Slovenije na dan 1. januarja 2010 uporabljalo 8 oseb.

## Znani nosilci priimka
- Ignac Kavec (*1953), hokejist
- Janez Kavec (1898-1976), dr.
- Mitja Kavec, glasbenik, skladatelj popularne glasbe
- Pavel Kavec (1951-2024), rock kitarist in pevec